# Marta Roure
Marta Roure (Andorra la Vieja, 16 de enero de 1981) es una actriz y cantante andorrana que fue la primera representante de Andorra en el Festival de la Canción de Eurovisión. También tiene el honor de haber sido la primera persona en cantar en catalán en este festival, tras el intento frustrado de Juan Manuel Serrat en 1968 representando a España.
Marta es hija, nieta y bisnieta de músicos, su bisabuelo, Joan Roure i Riu, era trompetista; su abuelo Joan Roure i Jané (1921-1990), compositor de sardanas y música catalana, tiene dos plazas con su nombre; una en Andorra y la otra en Solsona, su ciudad. Marta compuso para su centenario una canción dedicada a su abuelo "Joan", y que repasa tanto su trayectoria musical como de vida; su padre Jordi Roure i Torra (1947 - 2024) director de "big bands", trompetista de grandes formaciones, incentivador de formaciones musicales, así como profesor del mismo instrumento, y también, de contrabajo, y bajo.
Marta creció entre salas de teatro y salas de fiestas y desde pequeña se interesó por la música, y siendo pequeña decide dedicarse a ella de forma profesional. 
Estudió solfeo y piano en el Conservatorio de Música de Andorra. También guitarra y canto en el Taller de Músicos de Lérida, y estudió Teatro Musical en la escuela Youkali de Barcelona, y Arte Dramático en el Col·legi de Teatre de la misma ciudad.
Marta es madre de un niño nacido en 2002 y llamado Julen. En el año 2016 tiene su segundo hijo, llamado Ixent.
A los 23 años, siendo madre de un niño de 2 años y trabajando como técnica de Sanidad, participó en el programa realizado por Radio y Televisión de Andorra en colaboración con TV3, la televisión regional de Cataluña. Dicho programa, denominado 12 punts, tuvo una duración de varias semanas y la decisión final estuvo en manos de un jurado especializado, más los votos por teléfono de la audiencia andorrana y catalana.
Finalmente, Roure resultó vencedora con el tema «Jugarem a estimar-nos» («Jugaremos a querernos») y obtuvo el billete para la semifinal del Festival de la Canción de Eurovisión 2004 que se celebró en Estambul, Turquía, el 12 de mayo de 2004.
En dicha semifinal, la televisión andorrana y su representante obtuvieron la posición número 18 de entre 22 participantes con un total de 12 votos (todos ellos otorgados por España). La televisión catalana no pudo coparticipar junto con Andorra en el Festival al ser una televisión regional de otro país competidor directo de Andorra. Además, TV3 no puede ser estación miembro de la UER, ya que ese privilegio en su territorio lo ostenta TVE.
En julio del mismo año, publicó su primer álbum en catalán, titulado Nua (Desnuda)
Después de 20 años de su participación en el Festival de Eurovisión, Marta vuelve a los estudios de grabación con la publicación de un nuevo sencillo "Vivim sempre Juntxs" ("Vivimos siempre juntos"), y que es una versión al catalán del éxito de Nacho Cano "Vivimos siempre Juntos" (https://creamusic.creamultimedia.net/vivim-sempre-juntxs ). En el mismo año publica "Rèquiem #EnVena", una creación de ella junto con el productor Jan Buxeda, y que destaca su delicadeza y alternativa hasta lo ahora propuesto por ella (https://links.altafonte.com/requiemenvena).
En el año 2025 publica "L'âme d'un enfant blessé", composición en francés que escribe para su padre que falleció en agosto del 2024, y también a esos niños que han crecido con una herida invisible siendo después adultos lastimados. 
Ha estado bajo la dirección de diferentes dramaturgos, y ha colaborado en prensa escrita y en distintos medios de comunicación. Actualmente, vive entre las dos capitales.